# Ligue européenne masculine de handball 2022-2023
Navigation
Ligue européenne 2021-2022 Ligue européenne 2023-2024
La saison 2022-2023 de la Ligue européenne masculine de handball est la troisième édition de la compétition sous ce nom et ce format. Elle succède à la Coupe de l'EHF et constitue en ce sens la 42e édition de la compétition organisée par l'EHF.
Le club portugais du Benfica Lisbonne est le tenant du titre. La compétition est remportée pour la troisième fois par le club allemand des Füchse Berlin, vainqueur en finale des espagnols du BM Granollers.

## Formule

### Modalités
46 équipes prennent part à la compétition. Deux tours de qualification, disputés en match aller-retour, sont donc suffisants : 20 équipes entrent au premier tour, 14 équipes sont qualifiées pour le deuxième tour et 12 équipes entrent directement en phase de groupe. 
Après les deux tours qualificatifs vient la phase de groupes où les douze équipes qualifiées et les douze entrants directs sont répartis en quatre groupes de six équipes. Les matchs sont joués dans un système championnat avec des matchs à domicile et à l'extérieur. Les quatre meilleures équipes de chaque groupe se qualifient pour la suite de la compétition. 
La phase à élimination directe comprend quatre tours : les huitièmes de finale, les quarts de finale et un Final Four comprenant les demi-finales et finales. En huitièmes de finale, les 1ers de groupe affrontent un 4e d'un autre groupe en matchs aller-retour et 2es et 3es en font de même, le mieux classé des deux lors de la phase de poule ayant le privilège de jouer le match retour à domicile. Les vainqueurs se qualifient pour les quarts de finale, également disputés en matchs aller-retour. Enfin, pour la finale à quatre, un tirage au sort détermine les oppositions en demi-finales.

### Participants
Quarante-six équipes sont qualifiées pour la compétition, le nombre d'équipes qualifiées par championnat dépendant du Coefficient EHF pour cette saison 2022-2023. Parmi celles-ci sept obtiendront une invitation pour la Ligue des champions et d'autres, parmi les moins bons championnats préféreront plutôt disputer la Coupe européenne, libérant ainsi leur place. Trois places pour le premier tour qualificatif sont réservées à des équipes issues des championnats les plus faibles qui n'ont aucune place garantie.
Parmi les champions qui ne participent pas à la Ligue des Champions, les six issus des meilleurs championnats sont directement qualifiés pour la phase de groupe. Le meilleur représentant des cinq premiers championnats (Allemagne, France, Espagne, Macédoine du Nord et Hongrie) est également directement qualifié en phase de groupe. Enfin, la dernière place directe pour les groupes est attribué par wild card à une équipe issue d'un championnat autre que les onze précédents. 
Ainsi, la liste complète des participants, après validation des places supplémentaires, sur-classements et sous-classements est dévoilée le 12 juillet 2022 :
Entre parenthèses est indiqué le motif de qualification de chaque équipe :
- 1er, 2e, etc. : classement dans le championnat national
- 1/2 ou 1/4 : demi-finaliste ou quart-de-finaliste du championnat national.
- C ou fC : vainqueur ou finaliste de la coupe nationale

| Benfica Lisbonne (3e)T | Füchse Berlin (3e)          | Pays d'Aix UC (3e)        | Skjern Handball (4e)   |
| Ystads IF (1er)        | Kadetten Schaffhausen (1er) | BM Granollers (2e)        | Eurofarm Pelister (2e) |
| Balatonfüredi KSE (3e) | Tatran Prešov (1er)         | HC Motor Zaporijjia (1er) | Valur Reykjavík (1er)  |

| SG Flensburg-Handewitt (4e) | Bidasoa Irun (3e)          | Frisch Auf Göppingen (5e) | Sporting CP (2e)      |
| Montpellier Handball (4e)   | KS Azoty-Puławy (3e)       | Skanderborg-Aarhus (5e)   | BM Benidorm (4e)      |
| Butel Skopje (3e)           | Fejér B.Á.L. Veszprém (fC) | Steaua Bucarest (fC)      | CF Os Belenenses (4e) |
| MMTS Kwidzyn (4e)           | RK Nexe Našice (2e)        |                           |                       |

| IK Sävehof (C)             | GC Amicitia Zurich (C) | BM Ciudad Encantada (5e) | RK Trimo Trebnje (2e)   |
| Eurofarm Pelister II (5e)  | Minaur Baia Mare (2e)  | Drammen HK (1/2)         | AA Águas Santas (5e)    |
| Dobrogea Sud (3e)          | TBV Lemgo Lippe (6e)   | Chambéry SMB HB (5e)     | Górnik Zabrze (5e)      |
| Bjerringbro-Silkeborg (3e) | Logroño La Rioja (6e)  | Ferencváros TC (4e)      | AHC Potaissa Turda (4e) |
| IFK Kristianstad (1/2)     | Alpla HC Hard (1er)    | Kolstad Håndball (1/4)   | Riihimäen Cocks (1er)   |

## Phase de qualification

### Premier tour
Le tirage au sort des oppositions a eu lieu le 19 juillet 2022, les matchs aller se déroulent les 27 et 28 août 2022 et les matchs retour une semaine plus tard, les 3 et 4 septembre. Les résultats sont :
| Équipe 1            | Score   | Équipe 2                  | Aller   | Retour  |
| ------------------- | ------- | ------------------------- | ------- | ------- |
| BM Ciudad Encantada | 48 – 64 | Bjerringbro-Silkeborg     | 26 – 31 | 22 – 33 |
| Chambéry SMB HB     | 49 – 46 | HC Dobrogea Sud Constanța | 27 – 23 | 22 – 23 |
| CS Minaur Baia Mare | 49 – 74 | Ferencváros TC            | 27 – 36 | 22 – 38 |
| Riihimäen Cocks     | 42 – 51 | AA Águas Santas           | 22 – 21 | 20 – 30 |
| IK Sävehof          | 79 – 51 | AHC Potaissa Turda        | 45 – 21 | 34 – 30 |
| NMC Górnik Zabrze   | 50 – 51 | GC Amicitia Zurich        | 27 – 19 | 23 – 32 |
| Alpla HC Hard       | 51 – 45 | Eurofarm Pelister II      | 24 – 21 | 27 – 24 |
| Kolstad Håndball    | 57 – 47 | Drammen HK                | 28 – 26 | 29 – 21 |
| IFK Kristianstad    | 69 – 64 | RK Trimo Trebnje          | 33 – 33 | 36 – 31 |
| TBV Lemgo Lippe     | 67 – 62 | BM Logroño La Rioja       | 39 – 34 | 28 – 28 |

### Deuxième tour
Le tirage au sort des oppositions a eu lieu le 6 septembre 2022, les matchs aller sont prévus les 27 septembre 2022 et les matchs retour une semaine plus tard, les 4 octobre.
| Équipe 1             | Score   | Équipe 2               | Aller   | Retour  |
| -------------------- | ------- | ---------------------- | ------- | ------- |
| Chambéry SMB HB      | 54 – 56 | Fejér B.Á.L. Veszprém  | 29 – 25 | 25 – 31 |
| IK Sävehof           | 50 – 54 | Montpellier Handball   | 24 – 24 | 26 – 30 |
| KS Azoty-Puławy      | 59 – 61 | RK Nexe Našice         | 32 – 26 | 27 – 35 |
| Frisch Auf Göppingen | 59 – 57 | TBV Lemgo Lippe        | 28 – 24 | 31 – 33 |
| Alpla HC Hard        | 51 – 42 | RK Butel Skopje        | 26 – 21 | 25 – 21 |
| IFK Kristianstad     | 64 – 67 | Skanderborg-Aarhus     | 31 – 32 | 33 – 35 |
| Steaua Bucarest      | 64 – 66 | Ferencváros TC         | 33 – 31 | 31 – 35 |
| CF Os Belenenses     | 42 – 57 | Águas Santas Milaneza  | 20 – 23 | 22 – 34 |
| Bidasoa Irun         | 61 – 60 | Kolstad Håndball       | 30 – 27 | 31 – 33 |
| BM Benidorm          | 64 – 58 | GC Amicitia Zurich     | 34 – 24 | 30 – 34 |
| Sporting CP          | 61 – 55 | Bjerringbro-Silkeborg  | 31 – 22 | 30 – 33 |
| MMTS Kwidzyn         | 49 – 76 | SG Flensburg-Handewitt | 25 – 39 | 24 – 37 |

## Phase de groupes

### Groupe A
| Rang | Équipe                | Pts | J  | G | N | P | Bp  | Bc  | Diff | Qualification |  | MON     | GÖP     | KAD     | BEN     | PRE     | VES     |
| ---- | --------------------- | --- | -- | - | - | - | --- | --- | ---- | ------------- |  | ------- | ------- | ------- | ------- | ------- | ------- |
| 1    | Montpellier Handball  | 16  | 10 | 8 | 0 | 2 | 330 | 295 | +35  | 1/8 de finale |  | —       | 35 – 27 | 40 – 36 | 33 – 27 | 41 – 30 | 34 – 30 |
| 2    | Frisch Auf Göppingen  | 16  | 10 | 8 | 0 | 2 | 323 | 274 | +49  | 1/8 de finale |  | 27 – 25 | —       | 24 – 25 | 31 – 29 | 34 – 24 | 46 – 30 |
| 3    | Kadetten Schaffhouse  | 14  | 10 | 7 | 0 | 3 | 319 | 299 | +20  | 1/8 de finale |  | 28 – 30 | 30 – 35 | —       | 26 – 25 | 38 – 30 | 38 – 32 |
| 4    | Benfica Lisbonne      | 8   | 10 | 4 | 0 | 6 | 297 | 289 | +8   | 1/8 de finale |  | 24 – 26 | 27 – 31 | 27 – 28 | —       | 35 – 28 | 39 – 35 |
| 5    | Tatran Prešov         | 4   | 10 | 2 | 0 | 8 | 279 | 319 | −40  | éliminé       |  | 35 – 27 | 26 – 28 | 31 – 37 | 25 – 29 | —       | 22 – 20 |
| 6    | Fejér B.Á.L. Veszprém | 2   | 10 | 1 | 0 | 9 | 282 | 354 | −72  | éliminé       |  | 31 – 39 | 23 – 40 | 25 – 33 | 26 – 35 | 30 – 28 | —       |

1. 1 2  Montpellier 60 – 54 Göppingen

### Groupe B
| Rang | Équipe                 | Pts | J  | G | N | P | Bp  | Bc  | Diff | Qualification |  | FLE     | YST     | VAL     | FTC     | PAU     | BEN     |
| ---- | ---------------------- | --- | -- | - | - | - | --- | --- | ---- | ------------- |  | ------- | ------- | ------- | ------- | ------- | ------- |
| 1    | SG Flensburg-Handewitt | 17  | 10 | 8 | 1 | 1 | 327 | 280 | +47  | 1/8 de finale |  | —       | 30 – 23 | 33 – 30 | 42 – 30 | 30 – 25 | 35 – 30 |
| 2    | Ystads IF              | 11  | 10 | 5 | 1 | 4 | 317 | 316 | +1   | 1/8 de finale |  | 30 – 26 | —       | 33 – 35 | 35 – 35 | 29 – 33 | 36 – 30 |
| 3    | Valur Reykjavík        | 11  | 10 | 5 | 1 | 4 | 338 | 328 | +10  | 1/8 de finale |  | 32 – 37 | 29 – 32 | —       | 43 – 39 | 40 – 31 | 35 – 29 |
| 4    | Ferencváros TC         | 9   | 10 | 3 | 3 | 4 | 318 | 328 | −10  | 1/8 de finale |  | 27 – 27 | 37 – 34 | 33 – 33 | —       | 28 – 25 | 32 – 33 |
| 5    | Pays d'Aix UC          | 8   | 10 | 4 | 0 | 6 | 305 | 313 | −8   | éliminé       |  | 21 – 29 | 34 – 36 | 32 – 29 | 33 – 30 | —       | 39 – 29 |
| 6    | BM Benidorm            | 4   | 10 | 2 | 0 | 8 | 295 | 335 | −40  | éliminé       |  | 32 – 38 | 27 – 29 | 29 – 32 | 23 – 27 | 33 – 32 | —       |

1. 1 2  Ystad 65 – 64 Valur

### Groupe C
| Rang | Équipe            | Pts | J  | G | N | P | Bp  | Bc  | Diff | Qualification |  | NEX     | SPO     | GRA     | SKJ     | ALP     | BAL     |
| ---- | ----------------- | --- | -- | - | - | - | --- | --- | ---- | ------------- |  | ------- | ------- | ------- | ------- | ------- | ------- |
| 1    | Nexe Našice       | 16  | 10 | 8 | 0 | 2 | 311 | 281 | +30  | 1/8 de finale |  | —       | 32 – 31 | 39 – 36 | 29 – 28 | 22 – 29 | 37 – 23 |
| 2    | Sporting CP       | 14  | 10 | 7 | 0 | 3 | 312 | 294 | +18  | 1/8 de finale |  | 28 – 34 | —       | 38 – 31 | 28 – 24 | 31 – 30 | 35 – 32 |
| 3    | BM Granollers     | 13  | 10 | 6 | 1 | 3 | 315 | 301 | +14  | 1/8 de finale |  | 25 – 22 | 32 – 29 | —       | 34 – 31 | 38 – 28 | 33 – 30 |
| 4    | Skjern Håndbold   | 10  | 10 | 5 | 0 | 5 | 294 | 284 | +10  | 1/8 de finale |  | 29 – 30 | 28 – 30 | 32 – 29 | —       | 27 – 23 | 32 – 26 |
| 5    | Alpla HC Hard     | 4   | 10 | 1 | 2 | 7 | 270 | 300 | −30  | éliminé       |  | 24 – 35 | 26 – 31 | 27 – 27 | 27 – 32 | —       | 30 – 30 |
| 6    | Balatonfüredi KSE | 3   | 10 | 1 | 1 | 8 | 274 | 316 | −42  | éliminé       |  | 28 – 31 | 25 – 31 | 25 – 30 | 28 – 31 | 27 – 26 | —       |

### Groupe D
| Rang | Équipe              | Pts | J  | G  | N | P | Bp  | Bc  | Diff | Qualification |  | BER     | SKA     | BID     | MOT     | EUR     | AGU     |
| ---- | ------------------- | --- | -- | -- | - | - | --- | --- | ---- | ------------- |  | ------- | ------- | ------- | ------- | ------- | ------- |
| 1    | Füchse Berlin       | 20  | 10 | 10 | 0 | 0 | 343 | 266 | +77  | 1/8 de finale |  | —       | 30 – 24 | 34 – 29 | 32 – 24 | 34 – 25 | 34 – 20 |
| 2    | Skanderborg-Aarhus  | 14  | 10 | 7  | 0 | 3 | 307 | 276 | +31  | 1/8 de finale |  | 28 – 29 | —       | 38 – 27 | 33 – 30 | 24 – 22 | 33 – 26 |
| 3    | Bidasoa Irun        | 9   | 10 | 4  | 1 | 5 | 295 | 296 | −1   | 1/8 de finale |  | 32 – 40 | 29 – 26 | —       | 26 – 22 | 32 – 20 | 35 – 26 |
| 4    | HC Motor Zaporijjia | 7   | 10 | 3  | 1 | 6 | 280 | 305 | −25  | 1/8 de finale |  | 27 – 38 | 31 – 37 | 33 – 31 | —       | 30 – 33 | 30 – 24 |
| 5    | Eurofarm Pelister   | 6   | 10 | 2  | 2 | 6 | 271 | 303 | −32  | éliminé       |  | 34 – 43 | 27 – 30 | 29 – 29 | 25 – 27 | —       | 27 – 27 |
| 6    | AA Águas Santas     | 4   | 10 | 1  | 2 | 7 | 252 | 302 | −50  | éliminé       |  | 23 – 29 | 25 – 34 | 28 – 25 | 26 – 26 | 27 – 29 | —       |

## Phase finale
|  | Huitièmes de finale | Huitièmes de finale  | Huitièmes de finale  | Huitièmes de finale  |             |             | Quarts de finale | Quarts de finale | Quarts de finale | Quarts de finale |
|  |                     |                      |                      |                      |             |             |                  |                  |                  |                  |
|  |                     |                      |                      |                      |             |             |                  |                  |                  |                  |
|  | D3                  | Bidasoa Irun         | 30                   | 28                   |             |             |                  |                  |                  |                  |
|  | D3                  | Bidasoa Irun         | 30                   | 28                   |             |             |                  |                  |                  |                  |
|  | C2                  | Sporting CP          | 27                   | 34                   |             |             |                  |                  |                  |                  |
|  | C2                  | Sporting CP          | 27                   | 34                   | Sporting CP | Sporting CP | 32               | 30               |                  |                  |
|  |                     |                      |                      |                      | Sporting CP | Sporting CP | 32               | 30               |                  |                  |
|  |                     |                      | Montpellier Handball | Montpellier Handball | 32          | 31          |                  |                  |                  |                  |
|  | B4                  | Ferencváros TC       | Montpellier Handball | Montpellier Handball | 32          | 31          | 30               | 29               |                  |                  |
|  | B4                  | Ferencváros TC       |                      |                      |             |             |                  | 29               |                  |                  |
|  | A1                  | Montpellier Handball | 36                   | 43                   |             |             |                  |                  |                  |                  |
|  | A1                  | Montpellier Handball | 36                   | 43                   |             |             |                  |                  |                  |                  |

|  | Huitièmes de finale | Huitièmes de finale    | Huitièmes de finale    | Huitièmes de finale    |               |               | Quarts de finale | Quarts de finale | Quarts de finale | Quarts de finale |
|  |                     |                        |                        |                        |               |               |                  |                  |                  |                  |
|  |                     |                        |                        |                        |               |               |                  |                  |                  |                  |
|  | C3                  | BM Granollers          | 32                     | 30                     |               |               |                  |                  |                  |                  |
|  | C3                  | BM Granollers          | 32                     | 30                     |               |               |                  |                  |                  |                  |
|  | D2                  | Skanderborg Aarhus     | 34                     | 25                     |               |               |                  |                  |                  |                  |
|  | D2                  | Skanderborg Aarhus     | 34                     | 25                     | BM Granollers | BM Granollers | 30               | 35               |                  |                  |
|  |                     |                        |                        |                        | BM Granollers | BM Granollers | 30               | 35               |                  |                  |
|  |                     |                        | SG Flensburg-Handewitt | SG Flensburg-Handewitt | 31            | 27            |                  |                  |                  |                  |
|  | A4                  | Benfica Lisbonne       | SG Flensburg-Handewitt | SG Flensburg-Handewitt | 31            | 27            | 26               | 28               |                  |                  |
|  | A4                  | Benfica Lisbonne       |                        |                        |               |               |                  | 28               |                  |                  |
|  | B1                  | SG Flensburg-Handewitt | 39                     | 33                     |               |               |                  |                  |                  |                  |
|  | B1                  | SG Flensburg-Handewitt | 39                     | 33                     |               |               |                  |                  |                  |                  |

|  | Huitièmes de finale | Huitièmes de finale  | Huitièmes de finale | Huitièmes de finale |                      |                      | Quarts de finale | Quarts de finale | Quarts de finale | Quarts de finale |
|  |                     |                      |                     |                     |                      |                      |                  |                  |                  |                  |
|  |                     |                      |                     |                     |                      |                      |                  |                  |                  |                  |
|  | B3                  | Valur Reykjavík      | 29                  | 31                  |                      |                      |                  |                  |                  |                  |
|  | B3                  | Valur Reykjavík      | 29                  | 31                  |                      |                      |                  |                  |                  |                  |
|  | A2                  | Frisch Auf Göppingen | 36                  | 33                  |                      |                      |                  |                  |                  |                  |
|  | A2                  | Frisch Auf Göppingen | 36                  | 33                  | Frisch Auf Göppingen | Frisch Auf Göppingen | 32               | 31               |                  |                  |
|  |                     |                      |                     |                     | Frisch Auf Göppingen | Frisch Auf Göppingen | 32               | 31               |                  |                  |
|  |                     |                      | Nexe Našice         | Nexe Našice         | 23                   | 27                   |                  |                  |                  |                  |
|  | D4                  | Motor Zaporijjia     | Nexe Našice         | Nexe Našice         | 23                   | 27                   | 23               | 29               |                  |                  |
|  | D4                  | Motor Zaporijjia     |                     |                     |                      |                      |                  | 29               |                  |                  |
|  | C1                  | Nexe Našice          | 27                  | 27                  |                      |                      |                  |                  |                  |                  |
|  | C1                  | Nexe Našice          | 27                  | 27                  |                      |                      |                  |                  |                  |                  |

|  | Huitièmes de finale | Huitièmes de finale  | Huitièmes de finale | Huitièmes de finale |                      |                      | Quarts de finale | Quarts de finale | Quarts de finale | Quarts de finale |
|  |                     |                      |                     |                     |                      |                      |                  |                  |                  |                  |
|  |                     |                      |                     |                     |                      |                      |                  |                  |                  |                  |
|  | A3                  | Kadetten Schaffhouse | 38                  | 27                  |                      |                      |                  |                  |                  |                  |
|  | A3                  | Kadetten Schaffhouse | 38                  | 27                  |                      |                      |                  |                  |                  |                  |
|  | B2                  | Ystads IF            | 32                  | 25                  |                      |                      |                  |                  |                  |                  |
|  | B2                  | Ystads IF            | 32                  | 25                  | Kadetten Schaffhouse | Kadetten Schaffhouse | 37               | 24               |                  |                  |
|  |                     |                      |                     |                     | Kadetten Schaffhouse | Kadetten Schaffhouse | 37               | 24               |                  |                  |
|  |                     |                      | Füchse Berlin       | Füchse Berlin       | 33                   | 30                   |                  |                  |                  |                  |
|  | C4                  | Skjern Håndbold      | Füchse Berlin       | Füchse Berlin       | 33                   | 30                   | 23               | 32               |                  |                  |
|  | C4                  | Skjern Håndbold      |                     |                     |                      |                      |                  | 32               |                  |                  |
|  | D1                  | Füchse Berlin        | 28                  | 38                  |                      |                      |                  |                  |                  |                  |
|  | D1                  | Füchse Berlin        | 28                  | 38                  |                      |                      |                  |                  |                  |                  |

### Huitièmes de finale
Les équipes ayant terminé premières de leur groupe affrontent une équipe classée quatrième d'un autre groupe et reçoivent lors du match retour. Il en est de même pour les deuxièmes opposés aux troisièmes. Ces oppositions ainsi que celles des quarts de finale sont déterminées selon un tableau, il n'y a pas de tirage au sort.
Les matchs aller ont lieu le mardi 21 mars. Les matchs retours sont le mardi suivant, le 28 mars 2023.
| Équipe 1             | Score   | Équipe 2               | Aller   | Retour  |
| -------------------- | ------- | ---------------------- | ------- | ------- |
| Bidasoa Irun         | 58 – 61 | Sporting CP            | 30 – 27 | 28 – 34 |
| Ferencváros TC       | 59 – 79 | Montpellier Handball   | 30 – 36 | 29 – 43 |
| BM Granollers        | 62 – 59 | Skanderborg-Aarhus     | 32 – 34 | 30 – 25 |
| Benfica Lisbonne     | 54 – 72 | SG Flensburg-Handewitt | 26 – 39 | 28 – 33 |
| Valur Reykjavík      | 60 – 69 | Frisch Auf Göppingen   | 29 – 36 | 31 – 33 |
| Motor Zaporijjia     | 52 – 54 | Nexe Našice            | 23 – 27 | 29 – 27 |
| Kadetten Schaffhouse | 65 – 57 | Ystads IF              | 38 – 32 | 27 – 25 |
| Skjern Håndbold      | 55 – 66 | Füchse Berlin          | 23 – 28 | 32 – 38 |

Pas de grosse surprise sur ce tour puisque tous les premiers de leur groupe sont qualifiés.

### Quarts de finale
Les matchs aller ont lieu le mardi 11 avril. Les matchs retours sont le mardi suivant, le 18 avril 2023.
| Équipe 1             | Score   | Équipe 2               | Aller   | Retour  |
| -------------------- | ------- | ---------------------- | ------- | ------- |
| Sporting CP          | 62 – 63 | Montpellier Handball   | 32 – 32 | 30 – 31 |
| BM Granollers        | 65 – 58 | SG Flensburg-Handewitt | 30 – 31 | 35 – 27 |
| Frisch Auf Göppingen | 63 – 50 | Nexe Našice            | 32 – 23 | 31 – 27 |
| Kadetten Schaffhouse | 61 – 63 | Füchse Berlin          | 37 – 33 | 24 – 30 |

À noter l'élimination surprise du SG Flensburg-Handewitt alors que le club doit organiser le Final 4 de la compétition dont il était un grand favori : vainqueur du match aller en Espagne, le club allemand s'incline nettement à domicile 27 à 35 face au BM Granollers. Cette défaite surprise étant accompagnée de deux autres lourdes défaites en demi-finale de la Coupe d'Allemagne face aux Rhein-Neckar Löwen (31-38) et en championnat face à Kiel (19-29) qui met fin aux ambitions de titre, l'entraîneur Maik Machulla est limogé fin avril 2023.
La défaite des Croates de Nexe Našice, premier de la poule C, face aux Allemands de Frisch Auf Göppingen, habitué de la compétition avec notamment 4 victoires entre 2011 et 2017, est moins surprenante, d'autant que Göppingen avait fini premier ex æquo de sa poule avec le Montpellier Handball. Ce dernier, qui a dû s'employer pour éliminer le Sporting CP, ainsi que le Füchse Berlin, qui est parvenu à rattraper une défaite de 4 buts à l'aller, sont les deux derniers qualifiés.

### Finale à quatre
La finale à quatre (ou en anglais : Final Four) est programmée les 27 et 28 mai 2023 dans la Flens-Arena de Flensbourg en Allemagne.
Un tirage au sort détermine les équipes qui s'affrontent en demi-finales.
|  | Demi-finales         | Demi-finales  |                        |    | Finale      | Finale      |
|  | Demi-finales         | Demi-finales  |                        |    | Finale      | Finale      |
|  |                      |               |                        |    |             |             |
|  | 27 mai 2023          | 27 mai 2023   |                        |    | 28 mai 2023 | 28 mai 2023 |
|  | 27 mai 2023          | 27 mai 2023   |                        |    | 28 mai 2023 | 28 mai 2023 |
|  | Montpellier Handball | 29            |                        |    | 28 mai 2023 | 28 mai 2023 |
|  | Montpellier Handball | 29            |                        |    | 28 mai 2023 | 28 mai 2023 |
|  | Füchse Berlin        | 35            |                        |    | 28 mai 2023 | 28 mai 2023 |
|  | Füchse Berlin        | 35            | Füchse Berlin          | 36 |             |             |
|  | 27 mai 2023          |               | Füchse Berlin          | 36 |             |             |
|  |                      | BM Granollers | 31                     |    |             |             |
|  | BM Granollers        | BM Granollers | 31                     | 31 |             |             |
|  | BM Granollers        |               |                        | 31 |             |             |
|  | Frisch Auf Göppingen | 29            |                        |    |             |             |
|  | Frisch Auf Göppingen | 29            | Match pour la 3e place |    |             |             |
|  |                      |               |                        |    |             |             |
|  | 28 mai 2023          |               |                        |    |             |             |
|  |                      |               |                        |    |             |             |
|  | Montpellier Handball | 29            |                        |    |             |             |
|  | Montpellier Handball | 29            |                        |    |             |             |
|  | Frisch Auf Göppingen | 33            |                        |    |             |             |
|  | Frisch Auf Göppingen | 33            |                        |    |             |             |

#### Finale
| 28 mai 2023 18h00 | Füchse Berlin     | 36 – 31 | BM Granollers        | Flens-Arena, Flensbourg Affluence : 4 300 Arbitrage : Madsen, Mortensen |
| 28 mai 2023 18h00 | Lasse Andersson 8 | (16-12) | García, E. Salinas 7 | Flens-Arena, Flensbourg Affluence : 4 300 Arbitrage : Madsen, Mortensen |
| 28 mai 2023 18h00 | ×2                | EHF     | ×2 ×4                | Flens-Arena, Flensbourg Affluence : 4 300 Arbitrage : Madsen, Mortensen |

## Les Vainqueurs
| Vainqueurs - Ligue européenne 2022-2023 Füchse Berlin 3e titre |

L'effectif du Füchse Berlin pour cette saison 2023-2023 est :
- Gardiens de but
  - 01  Lasse Ludwig
  - 87  Victor Kireev
  - 96  Dejan Milosavljev
- Ailiers gauches
  - 20  Tim Freihöfer
  - 66  Miloš Vujović
- Pivots
  - 05  Max Darj
  - 93  Mijajlo Marsenić
- Ailiers droits
  - 18  Hans Lindberg
  - 26  Valter Chrintz
  - 73  Robert Weber
- Arrières gauches
  - 11  Lasse Andersson
  - 25  Matthes Langhoff
  - 47  Dustin Kraus
  - 95  Paul Drux
- Demi-centres
  - 06  Jacob Holm
  - 17  Nils Lichtlein
- Arrières droits
  - 03  Fabian Wiede
  - 19  Mathias Gidsel
  - 27  Max Beneke
  - 35  Marko Kopljar
- Entraîneurs
  - Principal :  Jaron Siewert
  - Adjoint :  Maximilian Rinderle
  - Gardiens :  Dejan Perić

## Meilleurs buteurs
Au terme de la compétition, les meilleurs buteurs sont :
| Rang | Joueur                     | Club                   | Buts | Tirs | %      | MJ | Moy. |
| ---- | -------------------------- | ---------------------- | ---- | ---- | ------ | -- | ---- |
| 1    | Óðinn Þór Ríkharðsson (en) | Kadetten Schaffhouse   | 110  | 135  | 81,5 % | 13 | 8,5  |
| 2    | Martim Costa               | Sporting CP            | 102  | 158  | 64,6 % | 16 | 6,4  |
| 3    | Bence Nagy (en)            | Ferencváros TC         | 99   | 157  | 63,1 % | 16 | 6,2  |
| 4    | Ihor Turchenko             | HC Motor Zaporijjia    | 97   | 149  | 65,1 % | 12 | 8,1  |
| 5    | Francisco Costa            | Sporting CP            | 95   | 161  | 59,0 % | 16 | 5,9  |
| 6    | Antonio García Robledo     | BM Granollers          | 94   | 163  | 57,7 % | 16 | 5,9  |
| 7    | Marcel Schiller (de)       | Frisch Auf Göppingen   | 78   | 100  | 78 %   | 15 | 5,2  |
| 8    | Miloš Vujović              | Füchse Berlin          | 76   | 104  | 73,1 % | 14 | 5,4  |
| 9    | Emil Jakobsen              | SG Flensburg-Handewitt | 75   | 96   | 78,1 % | 16 | 4,7  |
| 9    | Kyllian Villeminot         | Montpellier Handball   | 75   | 111  | 67,6 % | 16 | 4,7  |
| 9    | Josip Šarac (en)           | Frisch Auf Göppingen   | 75   | 115  | 65,2 % | 17 | 4,4  |